# Vilinha

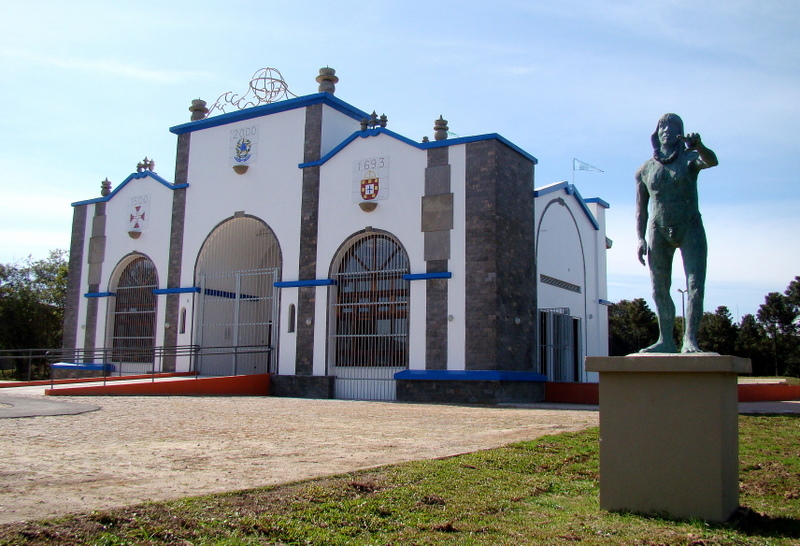
Centro Cultural Vilinha e escultura do Cacique Tindiquera, que teria demarcado o marco zero de Curitiba

O Parque Histórico de Curitiba, também conhecido como Parque Histórico da Vilinha se encontra às margens do Rio Atuba e marca um local onde se fixaram os primeiros colonizadores portugueses no século XVII em Curitiba.

## História
Em 1649, Ébano Pereira teria comandado uma expedição exploratória para subir os rios e atingir o Primeiro Planalto Paranaense em busca de ouro além da Serra do Mar; recrutou homens de Paranaguá e estabeleceram-se, inicialmente, na margem esquerda do rio Atuba.

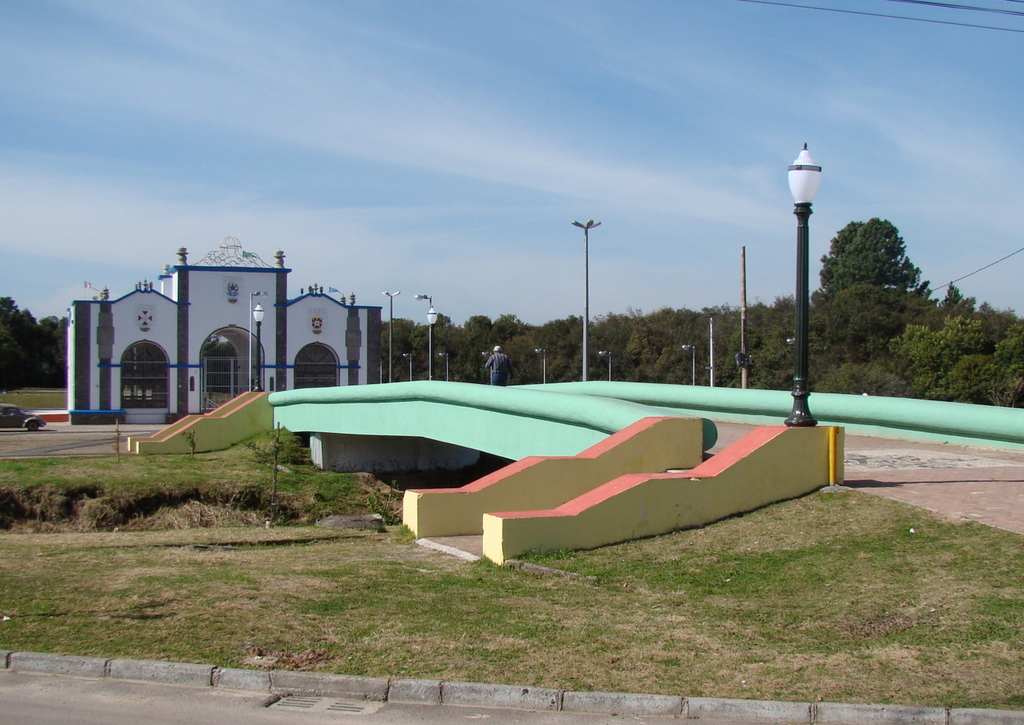
Ponte sobre o rio Atuba, dando acesso ao Parque

Inúmeras "vilinhas" de garimpeiros portugueses foram criadas na região; porém, com o fim do ouro de aluvião, muitas delas desapareciam.
A história possui poucos registros documentais e é, portanto, bastante controversa, mas segundo a Lenda de Nossa Senhora da Luz dos Pinhais (padroeira de Curitiba), todas as manhãs uma imagem da santa estava voltada para uma dada direção. Interpretando como uma vontade divina, os portugueses teriam feito um contato com o cacique dos índios tingüi "Tindiquera", que teria localizado o novo local e colocado uma vara no chão, dizendo "Coré Etuba", com o significado de "muito pinhão". Desta vara teria brotado uma frondosa árvore, sendo este o marco zero (hoje a Praça Tiradentes) da cidade de Curitiba.
A área destinada ao parque foi doada pelos seus então proprietários Max Sesselmeier Aichner e sua mulher Irene Trentin Aichner, e Anacleto Busato e sua mulher Terezinha Próspero Busato à prefeitura de Curitiba em 1967. Em 23 de março de 1972 o então prefeito Jaime Lerner assinou um decreto que determinava a criação do Parque Histórico de Curitiba. O monumento em homenagem aos portugueses foi construído em 2007 e após muitos anos de abandono, o Centro Cultural Vilinha foi finalmente entregue em 2011, reinaugurado mediante revitalização da área.

## Estrutura

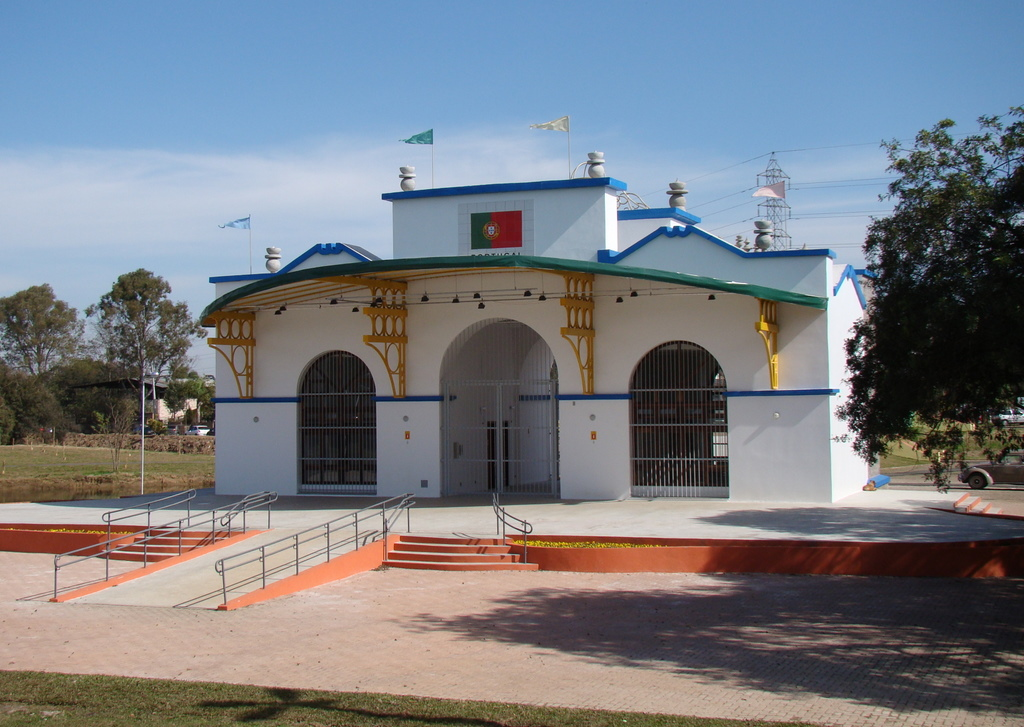
Fundos do Centro Cultural Vilinha

Na área de 15.600m² se encontra o Centro Cultural Vilinha, 2 lagos, bosque, pista de caminhada, quadras esportivas, academia para a terceira idade e um playground.

### Centro Cultural Vilinha
A fachada - construída em 2007 - remete as arquiteturas portuguesas do século XVII, nas cores branca e azul. Construído em 2011, a estrutura possui salas para exposições, feiras de artesanato, banheiros e um palco para apresentações artísticas.